# 多尼爾328
多尼爾328（Dornier 328）是由德國多尼爾飞机制造公司所研發的双渦槳引擎支線飛機，在1991年首航，1992年取得適航證。

## 歷史
多尼爾328計畫最初啟動時，多尼爾仍歸德國航太公司所有。德國航太專案經理表示，328計畫起源於1984年左右進行的市場研究。航空公司的回饋表明，他們希望擁有快速、安靜且易於維護、可容納30人座的通勤客機。 據報導，這項市場研究導致德意志航空航太公司製定了總體採購400架或更多的銷售預測，這項預測的部分原因是328將比其最接近的競爭對手更先進。 有利的特點包括345節（640公里/小時）的高巡航速度，以及更高的巡航高度和航程，使飛機幾乎與噴射機一樣快，同時更省油。
1988年12月，多尼爾與戴姆勒-賓士航太協商並獲得股東批准後，328計畫重新啟動。 經過六個月的評估，選擇了328的動力裝置為P&WC的PW119A引擎和Hartzell的六葉複合螺旋槳。 經過對機電和數位儀表之間的各種考慮，多尼爾選擇了霍尼韋爾的數位玻璃駕駛艙。多尼爾328採用了高單翼、T型尾翼、著名的TNT主翼技術和NRT「新機艙」的優異設計，並裝設有艙內加壓，使飛機能在較高巡航高度飛行，爬升力較優勢，及每行3個座位排列。Do 328客艙比一般支線客機寬敞，而座椅的寬度比B727或B737客機更優勝。在1993年取得適航證並投入市場後，共有超過100架Do 328螺旋槳客機交付給客戶。可是市場上有不少類似客機與Do 328競爭，以致Do 328一直銷售不佳，最後一架於1999年交付。
1990 年代初，德意志航太公司和福克公司探索了商業關係的前景，以共同參與支線飛機市場。1993年，德意志航太公司收購了福克公司40%的股份。1995年，福克公司和德意志航太公司都遭遇了嚴重的財務困難。 1996 年 6 月，德國航太公司將多尼爾飞机公司的大部分股份出售給美國製造商費爾柴德，從而成立了費爾柴德-多尼爾公司，費爾柴德-多尼爾則取得生產權，以生產和銷售該機型。
1990年代中期開始，航空業界注意到樞紐機場和小型地方機場間的接駁航空服務有相當的增長空間，於是各種50座以下的支線噴射機的開發計劃便應運而生，多尼爾亦開始進行相關市場研究，在確定了市場有空間容納該等機型後，便以Do 328為藍本、換裝噴射型客機便以Do 328-300的名義進行開發。因應市場推銷的原因，Do 328-300改稱為費爾柴爾德-多尼爾328JET以免外界誤會該機為螺旋槳飛機。其第一架原型機是從第二架Do 328修改及換裝渦輪扇發動機而成，首航於1998年進行，1999年取得適航證並投入市場。此機型的生產線並不長久，由於主要生產線保留在成本高昂的德國本土，卻同時開發Do 428JET、528JET、728JET和928JET等多款支線客機，造成嚴重入不敷出，背負大量債務，公司於2002年宣佈破產，而Do 328JET的生產亦一度中止，而部份未完成的機體並封存在工場中。

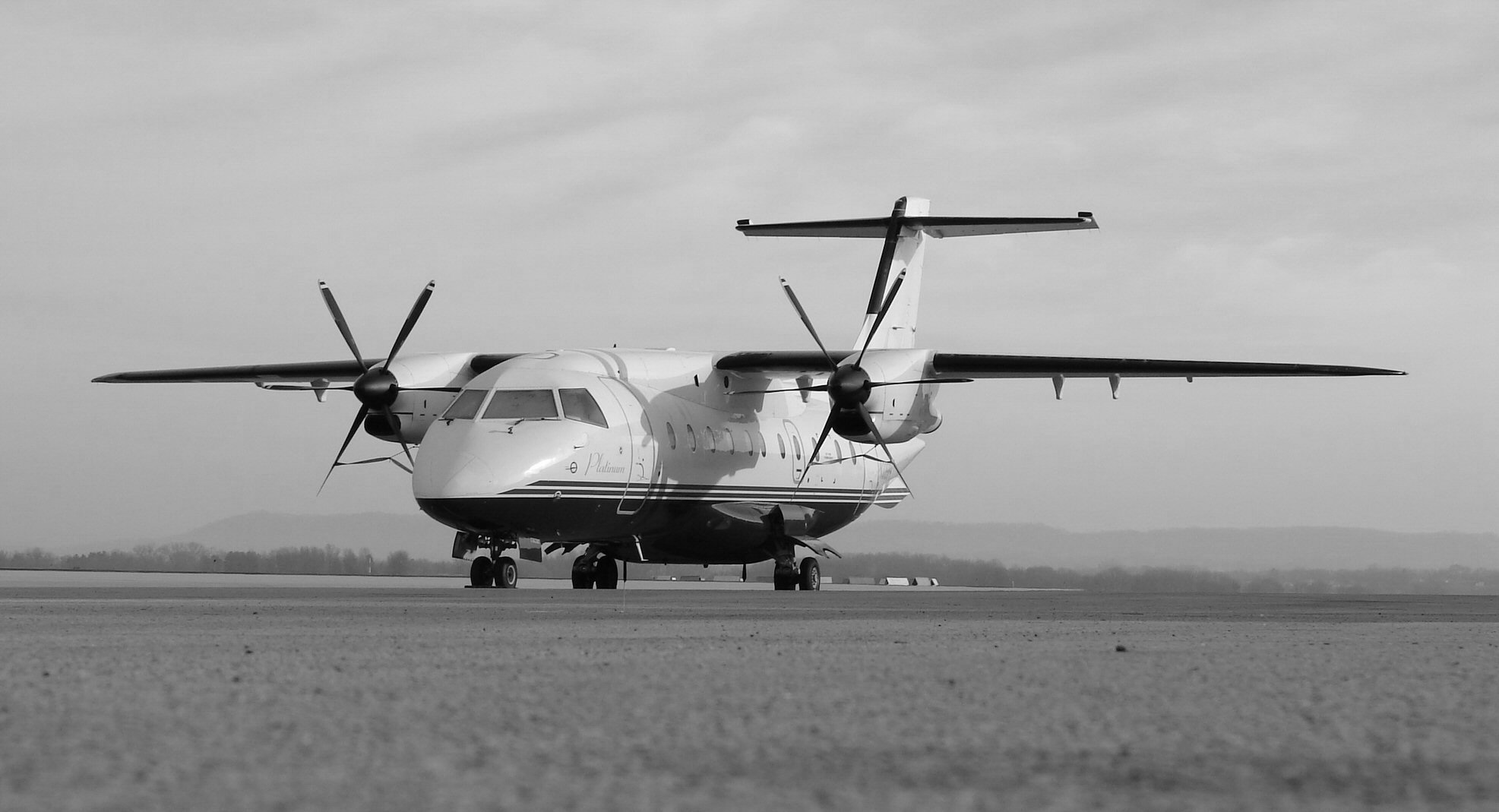
A Dornier 328, 2006

費爾柴德‧多尼爾破產以後，2003年，美國的AvCraft取得了Do 328和Do 328Jet生產權，及展開428JET的開發，而飛機也在2004年重新啟動生產線。但在2005年形勢轉變，美國兩大Do 328JET主要用戶改用其它飛機營運，超過30架飛機被封存；而分公司以一間在亞洲的航空公司未有付款接收328JET所造成的資金週轉問題為由宣佈破產；而AvCraft行政總裁更在德國涉及稅務詐騙問題被捕，AvCraft的生產和銷售便在2005年中斷。
2006年6月，328 Support Services GmbH取得了許可以提供既存多尼爾328的維修服務。該公司又於2015年2月售予美國內華達山脈公司。其擁有者，土耳其裔美籍工程師Fatih Ozmen在安卡拉成立了名為Özjet Havacılık Teknolojileri A.Ş 的私有公司，並與土耳其交通部簽訂諒解備忘錄打算在安卡拉製造多尼爾328型機。2015年6月土耳其交通部提出了土耳其的區間客機計畫 TR328 與 TRJ328，也就是328/328JET的現代化軍民兩用機型，可選用渦輪螺旋槳引擎或渦扇引擎；以及較大的 TR628/TRJ-628機型。
預然計在2019年首飛，因為耗資增加與市場前景不明，土耳其方面在201710月中止了。但內華達山脈公司與 328 Support Services GmbH相信在40人座以下的市場有空間，故仍希望找到機會重啟計畫。
現有的機隊仍由328 Support Services提供支援，並可改造為民用、軍用、醫療專機、貨機等功能，要價約為700萬到900萬美元。
內華達山脈公司也計畫在德國製造加長版的328型機。
2019年8月21日，328 Support Services宣布由德意志飛機（Deutsche Aircraft，DRA GmbH）在慕尼黑附近的萊比錫/哈勒機場建立D328/NEU的最終組裝線。 並與德國聯邦政府、薩克森邦政府簽訂了諒解備忘錄 。為了重啟製造計畫，Sierra Nevada Corp.要投資八千萬歐元，薩克森邦則提供六千五百萬歐元。
2020年4月29日， DRA GmbH 將 D328NEU 改名為 “D328eco”.
DRA GmbH 不能使用多尼爾的名稱（現在這個商標屬於空中巴士集團，用於旗下的Dornier Consulting）。DRA GmbH 使用了新的名稱德意志飛機。
2020年12月7日，德意志飛機（原 DRA GmbH）宣布了 D328eco。他們希望將D328eco機身延長兩公尺，使得載客數最高為43人，比原來的328型機多了10人。本型機將採用普惠PW127S引擎與先進的航電系統，可以僅由一位駕駛員操作。設計的時速為600公里／324節，高度為9144公尺／30000英呎，可由1000公尺長的跑道起降，載43名乘客時燃料消耗率為每100公里2.6公升 。長度為23.31公尺，翼寬為20.98公尺。
引擎輸出為2180至2750匹馬力，最大起飛重量比328JET提昇了3,700磅， 至 34,400 磅。預計在2021年中敲定主要的供應商，並在2024年進行首飛，2025年取得適航許可並進入市場。最大供應量為每年48架。
至2021年2月，計畫在2023年或2024年進行首飛，於2025年進入市場。
在2021年6月1日，德意志飛機宣布本型機駕駛艙將採用Garmin G5000 控制套件。

## 使用者
2018年7月，尚有24架本型機於航空公司使用中, 主要的使用者包括 Express Air (6架) 與 DANA (4架)；其它的公司使用量較小。至2018年，328 Support Services 為200架使用螺旋槳與渦扇引擎的本型機提供支援。
至2019年8月，有58架使用渦輪螺旋槳引擎的本型機與50架使用渦扇引擎的本型機仍在服役中，最大的使用者是美國空軍（20架），丹麥的航空公司 Sun-Air（12架），德國的 Private Wings (10架)，以及美國的 Ultimate Jetcharters (8架)；19 架渦輪螺旋槳機種與9架渦扇引擎機種封存，79架已經退役。

### 軍隊與政府

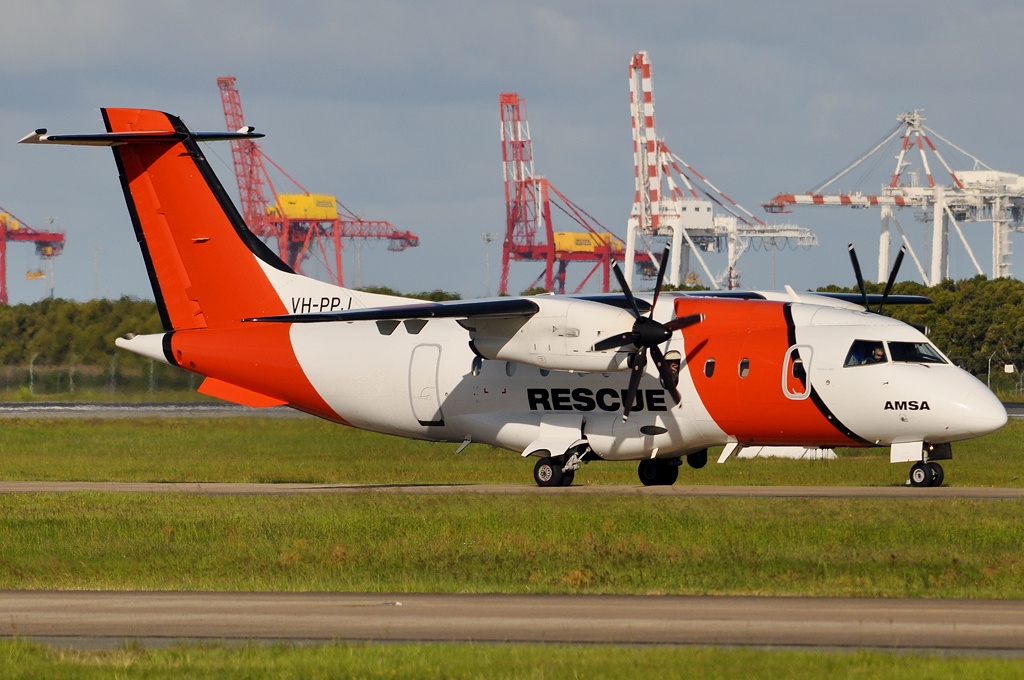
澳大利亞海上安全局的多尼爾 328-100

- 澳大利亞海上安全局 (6)：改裝機型，用於長距離搜救

- 博茨瓦納空軍 (1)[23]

 美国

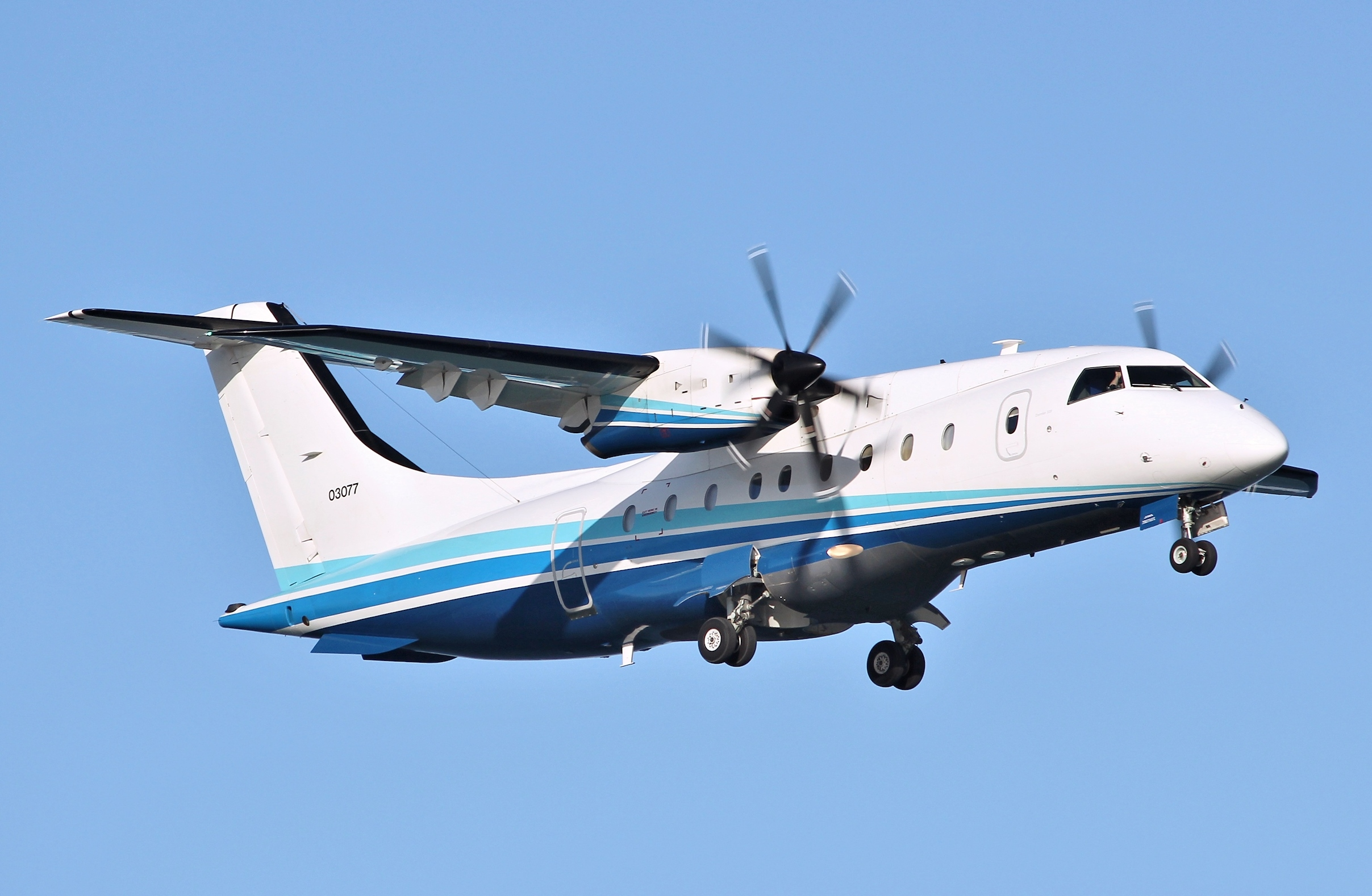
美國空軍的 C-146A 。

- 美國空軍特種作戰司令部 (20 （页面存档备份，存于）)[24]

### 民用
加拿大

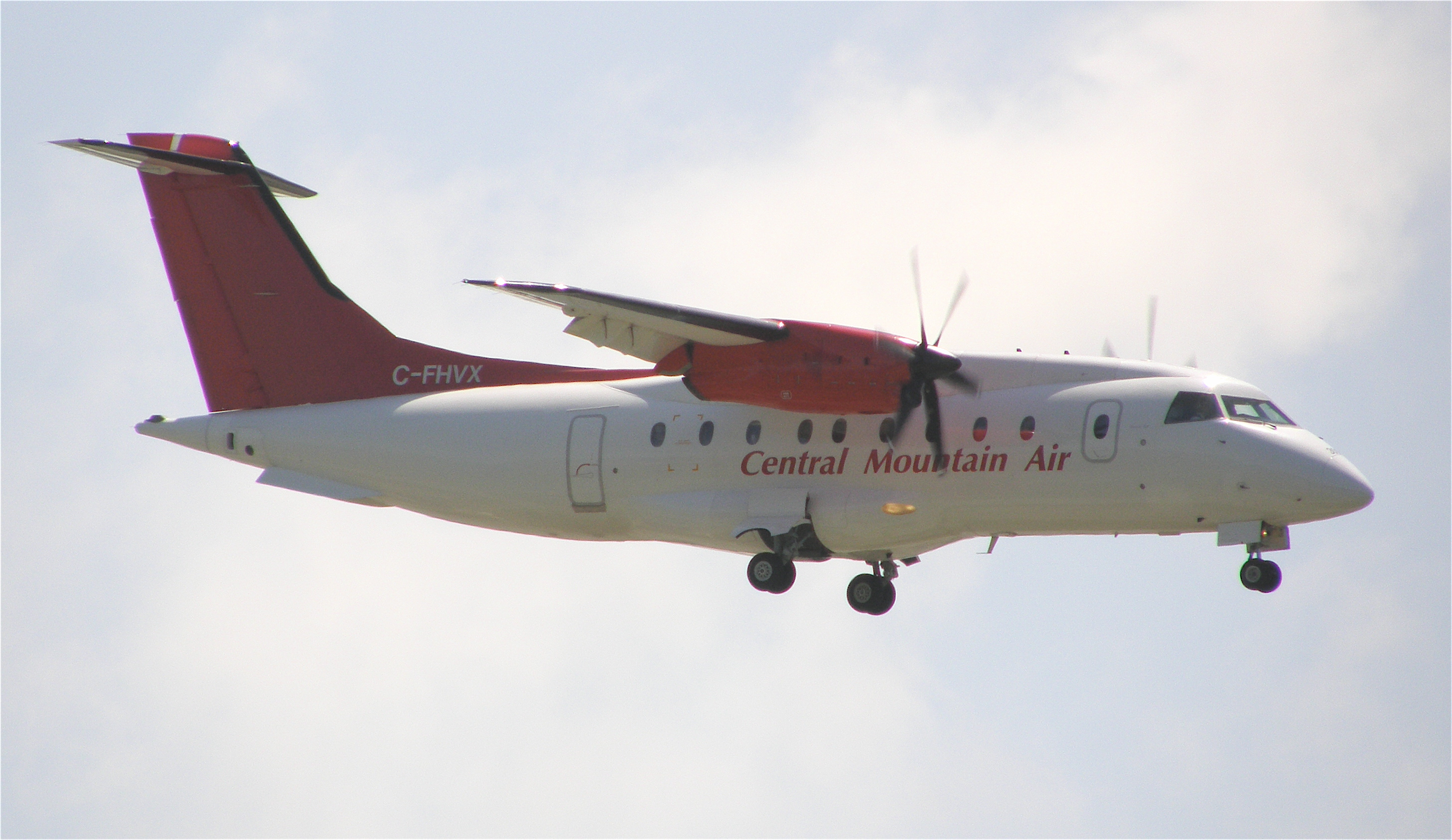
Central Mountain Air 的多尼爾 328-100，溫哥華國際機場進場中

- Central Mountain Air (3)[21]

 德国
- Rhein-Neckar Air (3)

 冰島
- Eagle Air (Iceland) (1)

 印度尼西亞
- XpressAir (6)[21]

 馬爾他
- Medavia (1)[21]

 奈及利亞
- Dornier Aviation Nigeria AIEP (4)

 菲律賓
- South East Asian Airlines (2)

 南非
- Avex Air Transport (1)

 美国
- 渦輪螺旋槳機型曾用於幾家區域通勤航空，包括 ACJet Atlantic Coast Jet、Air Wisconsin、Horizon Air、 Lone Star Airlines、 PSA Airlines dba US Airways Express、Mountain Air Express，以及接駁機服務，包括 United Express 與 US Airways Express。

## 型號
- Do 328-100：基本型
- Do 328-110：增加了航程及重量
- Do 328-120：降低了所需跑道長度
- Do 328-130：改良了性能
- C-146A Wolfhound（獵狼犬）：美國空軍特種作戰司令部所採購的軍用版本
- 費爾柴爾德-多尼爾328JET（英语：Fairchild Dornier 328JET）
- D328eco：

## 規格（Do 328-110）
- 長度：21.11米
- 翼展：20.98米
- 高度：7.24米
- 載客量：32人
- 空機重量：9,100 kg
- 最大起飛重量：13,990 kg
- 航程：1,850公里
- 巡航速度：620公里／小時[25]